# Saint-Denis-des-Monts
Saint-Denis-des-Monts es una localidad y comuna francesa situada en la región de Alta Normandía, departamento de Eure, en el distrito de Bernay y cantón de Bourgtheroulde-Infreville.

## Demografía
| 160 | 150 | 139 | 175 | 185 | 180 |
| Para los censos de 1962 a 1999 la población legal corresponde a la población sin duplicidades (Fuente: INSEE [Consultar]) |     |     |     |     |     |